# Giorgio Gennaro
Giorgio Gennaro (Sicilia, 1866 – Palermo, 16 febbraio 1916) è stato un presbitero italiano.
Fu assassinato nel 1916 sotto decreto di due membri della "Alta mafia dei Ciaculli", Salvatore e Giuseppe Greco, perché considerato colpevole di aver denunciato pubblicamente l'ingerenza della mafia nell'amministrazione delle rendite ecclesiastiche.